# Moutnedjemet (épouse de Psousennès Ier)
Pour les articles homonymes, voir Moutnedjemet (homonymie).
Moutnedjemet (Mout la douce) est l'épouse principale du roi tanite Psousennès Ier, troisième roi de la XXIe dynastie.

## Attestations
Moutnedjemet porte les titres de « fille du roi de son corps », « sœur du roi », « grande épouse royale », « dame des Deux Terres », « deuxième prophète d'Amon à Tanis », « grande de la maison de Mout », « prêtresse de Mout », « prêtresse de Khonsou ».
La reine est connue par de nombreux objets découverts dans la sépulture intacte de son royal époux mise au jour dans les années 1940 par la mission Montet ainsi que dans celle du ministre du roi Oundjebaoundjed, dans laquelle de la vaisselle portant la dédicace commune des souverains a été découverte à la reprise des fouilles de la nécropole royale de Tanis après la Seconde Guerre mondiale.

## Généalogie
Moutnedjemet est la fille du grand prêtre d'Amon puis roi de Thèbes Pinedjem Ier et d'Hénouttaouy Ire. Elle épouse son frère le roi Psousennès Ier,.
Elle est parfois donnée comme la mère du roi Amenemopet, successeur de Psousennès Ier, car la sépulture de Moutnedjemet a été réaménagée pour accueillir ce roi. Elle est également donnée comme la mère du prince Ramsès Ânkhetenmout, dont la sépulture avait été aménagée dans une pière annexe à proximité de celle de Moutnedjemet dans la tombe NRT III.

## Sépulture

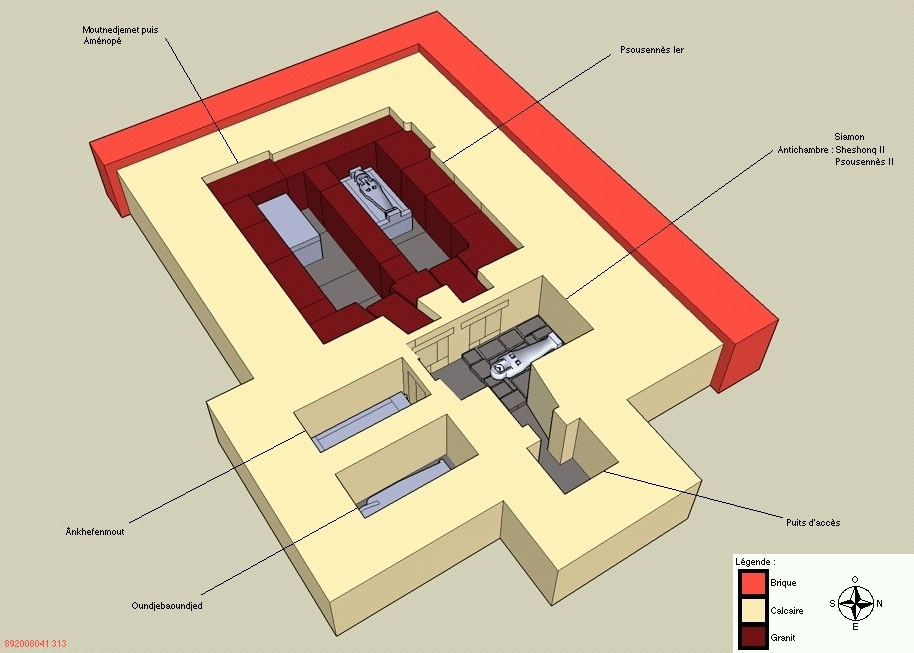
Vue restituée de la tombe de Psousennès Ier dans la nécropole royale de Tanis, comprenant la sépulture originelle de Moutnedjemet.

La chambre funéraire qui se trouve immédiatement après celle de Psousennès Ier avait été prévue par le roi pour son épouse royale, Moutnedjemet, comme le prouvent les inscriptions de l'antichambre et de la chambre elle-même.
Il s'agit là de la seule sépulture attestée d'une grande épouse royale de la Troisième Période intermédiaire. Or, la reine n'y a pas été retrouvée car au moment de la découverte c'est son fils Amenemopet monté sur le trône à la suite de Psousennès Ier qui y avait trouvé refuge, livrant un mobilier funéraire royal d'une richesse appréciable.
Aucune trace d'une inhumation de la reine dans le caveau funéraire royal ne vient confirmer que la reine l'avait utilisé à ses fins. La momie de la reine ainsi que son mobilier funéraire ont pu être déménagés ailleurs à une époque encore imprécise pour laisser la place à Amenemopet, à moins qu'elle n'ait survécu à son fils et qu'elle lui ait offert son propre caveau. La sépulture de la reine resterait à mettre au jour.
L'apparition d'ouchebtis au nom de la reine sur le marché des antiquités dans les années 1980, révèle que la tombe, si elle se trouve toujours à Tanis, a déjà été visitée et son contenu probablement déjà bien amputé de ses richesses.